# Anyone Can Play Guitar
Anyone Can Play Guitar è il secondo singolo pubblicato dalla band alternative rock inglese dei Radiohead, estratto dal loro album di debutto Pablo Honey (1993).

## Tracce

### UK
1. Anyone Can Play Guitar
2. Faithless the Wonder Boy
3. Coke Babies

### Paesi Bassi
1. Anyone Can Play Guitar
2. Faithless the Wonder Boy

### Australia
1. Anyone Can Play Guitar
2. Creep
3. Pop Is Dead
4. Thinking About You (EP version)
5. Killer Cars (Acoustic)

## Classifiche
| Classifica (1993) | Posizione massima |
| ----------------- | ----------------- |
| Regno Unito       | 32                |